# 舛添要一
舛添 要一（ますぞえ よういち、1948年〈昭和23年〉11月29日 ‐ ）は、日本の国際政治学者、大学教授、政治家。
参議院議員（2期）、参議院自由民主党政策審議会長、厚生労働大臣（第8・9・10代）、新党改革代表（第2代）、東京都知事（第19代）などを歴任した。

## 来歴

### 生い立ち
福岡県八幡市（現：北九州市八幡東区）に父・彌次郎、母・ユキノ（母は長野県駒ヶ根市の小池家の出身）の長男として生まれた。4人の姉がいる。
父は1930年（昭和5年）の若松市議会選挙に立憲民政党陣営から立候補したこともあった（次点で落選）。
若松で石炭商（燃料店。現在のガソリンスタンドのような存在）を営んでいた父は、行き詰まって八幡東区で八百屋に転じたものの商いは厳しく、要一が小学2年の時に近くの材木店の火災で類焼して以降は酒に溺れ、一家は長女らの働きで糊口を凌いだ。
八幡市立祝町小学校、八幡市立大蔵中学校を経て、福岡県立八幡高等学校では陸上部の短距離選手としてインターハイにも出場した。東京大学へ進学し、教養課程では佐藤誠三郎のゼミに所属。法学部では第3類（政治コース）に進学し、岡義達のゼミで政治学、篠原一のゼミでヨーロッパ政治史をそれぞれ学んだ。1971年6月に卒業。

### 政治学者
1971年7月、東京大学法学部助手に採用され、引き続き篠原一の下でヨーロッパ政治を学んだが、間もなく渡仏。蔵書資料や指導教官など東大の研究環境の悪さに辟易しての決断だったが、当時、助手の身分での留学は異例で始末書まで書かされた。日仏学院、グルノーブル大学にてフランス語研修を受けた後、パリ大学現代国際関係史研究所客員研究員、ジュネーブ国際研究大学院（HEI）研究員としてフランス外交史の研究を行った（主に戦間期フランスの安全保障政策の研究）。1979年に東京大学教養学部助教授に就任（政治学）。フランスを初めとする欧州の政治・外交・安全保障に関する研究を専門とし、国際関係論などを講じていた。
1980年代末から『朝まで生テレビ!』『サンデープロジェクト』『ビートたけしのTVタックル』などの討論番組に頻繁に出演した。1989年6月に東京大学の体質を批判して退官、舛添政治経済研究所を設立し独立する。独立後はバラエティ番組などにも活動の場を広げた。漫才の審査員も行っており、太田光（爆笑問題）は「俺らなんか若手の頃、審査員と揉めた。俺らの時代は文化人やアイドルとかが（審査員を）やるわけよ。本番中につまらないって言ってきたから、『てめえに何が分かるんだ、馬鹿野郎』「お前に言われたくないよ、すっこんでろ』って言った相手が舛添要一だよ。そしたら会場ドン引き。誰も笑わない。散々揉めたよ。しょうがないことだよ」と述べている。
1999年の東京都知事選挙に無所属で出馬。当初、出馬表明していた野末陳平は出馬を断念し、舛添を支援した。3位で落選したが84万票を獲得した。

### 参議院議員
2001年7月、第19回参議院議員通常選挙に比例区から自民党候補として立候補し、158万8862票を獲得してトップ当選。2006年10月、安倍内閣発足に伴い当選1回ながら参院自民党の政策責任者である政策審議会長に就任した。
2007年7月の第21回参議院議員通常選挙では、再選を目指し自民党公認で比例区より立候補、与党への逆風の中で票を減らしたが、467,735票を獲得して自民党トップで当選した。同年8月27日の第1次安倍改造内閣に厚生労働大臣として入閣し、安倍晋三が首相を辞任した後の同年9月26日に発足した福田康夫内閣、さらに2008年9月24日に発足した麻生内閣においても続投した。

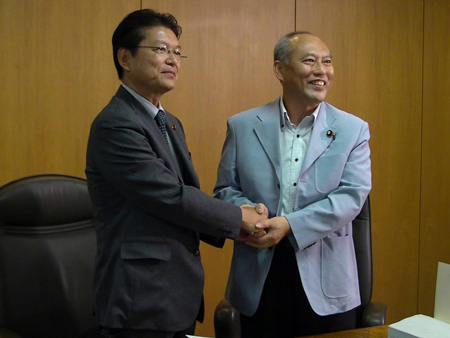
2009年9月17日、長妻昭新厚生労働大臣に事務引継を行う舛添

2009年の第45回衆議院議員総選挙で自民党が歴史的な大惨敗を喫し、麻生内閣が総辞職したため、舛添は厚生労働大臣を退任した。その後、辞任した麻生に代わり谷垣禎一が新総裁に就任したが、舛添は総裁選の直後から執行部への批判を口にするようになり、たびたび離党・新党結成が取り沙汰された。舛添の動きは、自民党内で批判の的となり、2010年4月には、舛添を党から排除すべきとの意見も出た。
2010年4月22日、自民党に離党届を提出。矢野哲朗と共に改革クラブへの合流を表明し、入党する。同年4月23日、改革クラブの党名を新党改革に変更し、同党の代表に就任した。自民党党紀委員会は、政党票で当選した比例選出議員であることや新党結党首謀者として他の自民党国会議員（矢野哲朗、小池正勝）に対して新党結党のために自民党離党を促したことを反党行為として、賛成9票・反対3票で舛添に対して除名処分を下した。
自身が改選を迎える2013年7月の第23回参議院議員通常選挙に向けては、新党改革の党勢の伸び悩みを受け、東京都選挙区や神奈川県選挙区での無所属での出馬を模索した が、6月7日、立候補を断念し、議員の任期満了とともに党代表も辞任する意向を表明した。同年7月22日、新党改革代表を辞任。

### 東京都知事

#### 立候補・当選

自由民主党東京都支部連合会・公明党東京都本部推薦、新党改革支援により東京都知事選挙に当選後、自由民主党総裁安倍晋三（右）に挨拶する舛添（左）

2014年1月8日、2014年東京都知事選挙に無所属で出馬することを表明する。同年1月10日には自民党東京都連が支援することを発表し、同月15日には自民党本部で自民党幹事長の石破茂と会談した。自民党東京都連が舛添の推薦を決めたことを踏まえて、石破は「本部としてもしっかり支援していく」と述べた。しかし、同年1月15日に小泉進次郎が「一番苦しい時に『自民党の歴史的使命は終わった』と言って出て行った人だ。応援する大義はない」と述べたほか、舛添の前妻である片山さつきも「舛添氏は障害を持つ婚外子に対する慰謝料や扶養が不十分だ。解決されていない」と主張するなど、一部の党所属議員からは支援に対して反発の声が上がった。
その後、連合東京、公明党東京都本部、新党改革 も支持を決める。一時、公明党幹事長の井上義久は「都本部から支援の要請があれば党本部としても支援したい」と政党を挙げての支援を示唆していた。民主党も当初は支援を検討していたが、細川護煕の支援に転じた。
東京新聞（中日新聞）が同年1月10日から12日にかけて実施し、13日に発表した世論調査によると、次期都知事にふさわしい候補予定者として舛添を挙げる意見が最も多かった。
同年1月14日、東京都庁舎で記者会見を開き、立候補を正式に表明。「私も（福島第一原子力発電所事故以来）脱原発を言い続けている」と述べ、細川護熙、宇都宮健児、鈴木達夫らと同様に脱原発を主張した。政策の3本柱として、「2020年東京オリンピック・パラリンピックの成功」「首都直下地震などに向けた災害対策」「社会保障対策」を訴えた。同年1月31日の記者会見では、「現在6%の再生エネルギーを20%にする」「東京を『特別経済特区』と位置付ける」「8000人の待機児童を4年間でゼロにする」と宣言した。街頭演説では、「都政の課題はエネルギー政策だけでなく、待機児童、多摩の格差是正、教育、高齢者福祉など、やらなきゃならないことがたくさんある」「『原発なしでも電気はある』と言うが、廃炉予定だった火力発電所を慌てて稼働してなんとか凌いでいる。燃料の98%は輸入で、昨年は3.6兆円もかかった。1日100億円かけて国民の暮らしをなんとか守ってきたが、これでは続かない。依存度を下げていくことは政治家であればみんな考えているが、それは都政ではなく、国政で腰を据えてやることだ」と話したほか、若者への雇用対策、東京を国家戦略特区とする構想などを訴えた。
同年2月9日に選挙が執行された 結果、211万2979票を獲得し東京都知事に当選。同年2月11日に当選証書授与式が行われ、翌12日には東京都庁舎へ初登庁して第19代東京都知事としての職務を開始した。
2020年の東京オリンピックの施設整備費高騰問題については、バドミントンとバスケットボールの会場予定だった新設の「夢の島ユース・プラザ・アリーナA」「同B」の2会場をそれぞれ既存施設の「武蔵野の森総合スポーツ施設」（東京都調布市）と「さいたまスーパーアリーナ」（さいたま市）に変更し、セーリングについても新設の「若洲オリンピックマリーナ」を中止し、既存施設の「若洲海浜公園ヨット訓練所」（江東区）を改修・拡張して活用し、施設整備費を約2000億円圧縮した。
建て替え予定の国立競技場（新宿区）について2015年7月、自身が一員でもあった有識者会議のあり方に疑問を呈した。また、都民の便益となるよう、一例として防災拠点としての活用も提案した。同9月には自身が企画した「東京防災」（防災用ハンドブック）を電通が作成した（都内の全世帯に配布された）。
また、新銀行東京と東京ＴＹフィナンシャルグループの経営統合にあたり、舛添は東京都が出資した400億円を守ることを表明した。

#### 東京ブランド
就任1か月後の2014年3月、東京都は都道の歩道上のオープンカフェなどの営業開設手続きの簡略化を施行するにあたり、舛添の「パリのシャンゼリゼのような通りを造りたい」との表明をくみ、「東京シャンゼリゼプロジェクト」と命名した。
舛添は東京をブランドとして海外に発信するプロジェクトとして「東京ブランド推進キャンペーン」を提唱。永井一史に依頼し、ロゴ・キャッチコピー「&TOKYO」を採用した。また、東京都観光ボランティアのユニフォームを公募し、藤江珠希のデザインを採用したが、都民からは不評で、舛添の後任である小池百合子東京都知事は「躊躇なく変えていきたい」と述べ、2016年11月にデザイナーのコシノヒロコらが参加し開催された「東京ブランドのあり方検討会」で見直しされることが決定した。

#### 都市外交

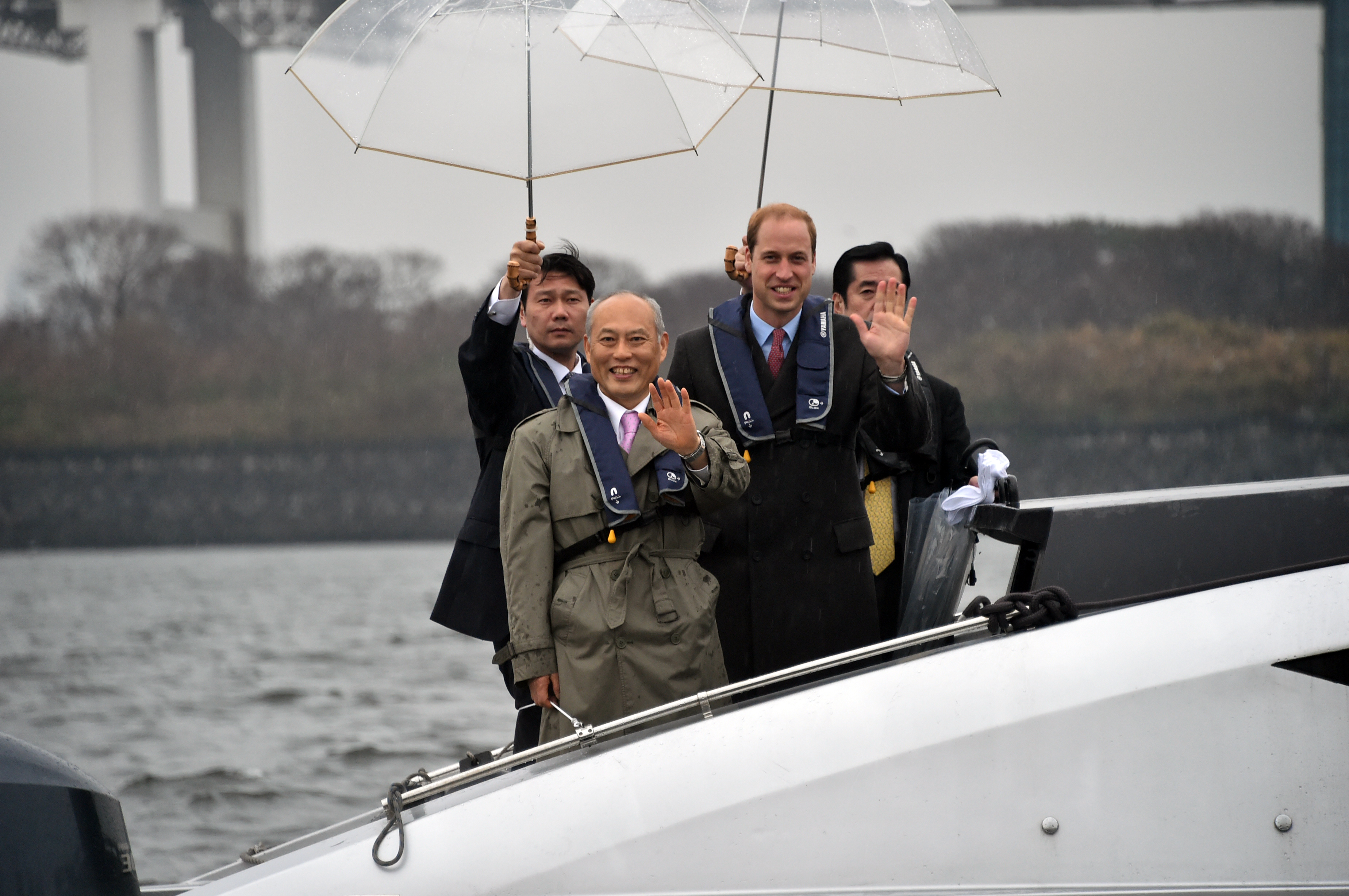
東京を訪問したウィリアム王子を案内する舛添（2015年）

姉妹都市である北京とソウルの訪問に関して「姉妹、兄弟がいて、お隣に住んでいて、18年間会っていませんということは異常」であるとし、 積極的な外遊を行った。しかしながら、海外首脳と独断で約束を結んだことや慣例を逸脱した海外出張費、熊本地震などの災害中に訪問先で行ったパフォーマンスなどが派手であるとされ、東京都の経済成長・産業発展に結びつく収穫が全くないとされて、批判も受けた。

##### 中国
2014年4月24日に都知事就任後の初外遊として中華人民共和国の北京を訪問して王安順市長から評価を受け、中国側から印鑑を授受したこともインタビューで述べ、これに対して漢委奴国王印のような印綬に当たるとする批判が起きた。

##### 韓国
同年7月23日、訪問先の韓国でソウル市長朴元淳と会談し、東京とソウルの協力促進などを盛り込んだ合意書を締結した。25日には、大統領朴槿恵に招かれてソウルの韓国大統領府で会談。この会談で舛添と朴は韓国人へのヘイトスピーチは許されないとの認識で一致した。また、翌26日のソウル大学での講演でも、在日韓国人らに対するヘイトスピーチに厳しく対応する考えを強調し、その際に「90%以上の東京都民は韓国が好き」とも発言した。
訪韓の成果について、舛添は「外交や安全保障は政府の専管事項だが、結果的に外交を補完、補強することができると感じた。一定の成果が挙がった」と都市外交の意義を強調し、朴から託された「歴史認識をしっかりすることが親善の第一歩」とのメッセージを内閣官房長官菅義偉に報告すると述べた が、「（朴のメッセージは）従来と同じ発言」と関心を示すことはなかった。
また都条例の規定では、知事が出張の際の宿泊料はソウルで2万6900円が上限となっているが、この時に舛添が利用したロッテホテルの宿泊費が67万7600ウォン≒約7万1000円） とされており、規定を大幅に超過している。さらに同年11月にオーストラリアのブリスベンで開催されたG20へ参加した安倍内閣総理大臣の宿泊費（200豪ドル≒約2万円） の3倍以上だったこともあり、金額判明後に批判され、この訪韓をめぐっては、インターネット上で抗議のリコール運動なども発生した。
朴に要請されて舛添が快諾した韓国学校の増設については、東京都は保育所や介護施設など福祉目的施設に優先的に用地を振り向ける方針であるため「いきなり『韓国のためだけに』と便宜を図るのは難しい」と難色を示しており、聯合ニュースによる10月24日のインタビューに対し、舛添は「どういう土地が空いているかなど、今検討している」と説明している。
2016年3月、新宿区にある旧都立市ヶ谷商業高校の跡地を韓国学校の増設用地として貸し出す方針を示したところ、「保育園の用地にすべきだ」などと猛批判を受けることとなった。これが後記の政治資金の公私混同疑惑報道に発展し、都知事辞任にまで追い詰められるきっかけとなった。

#### 公私混同報道と都知事辞職
2016年3月7日、東京都は、舛添の2015年度における海外出張費は総額5700万円であると発表した。内訳は2015年10月から11月にかけて舛添がロンドンとパリを訪れた際の出張費が計20人分で総額5042万円、その直前に訪れたソウル出張が計11人で約645万円だった。
同年4月27日発売の「週刊文春」5月5日・12日ゴールデンウィーク特大号が、舛添が毎週末に神奈川県足柄下郡湯河原町にある別荘へ公用車で通っていたとスクープした。さらに5月11日発売の5月19日号で、舛添の資金管理団体「グローバルネットワーク研究会」（解散）の不適切支出問題が明かされ、5月13日に開かれた定例記者会見では早くも記者から進退を問われた。
同年6月1日に開会した東京都議会定例会においても「辞めろ」「説明になっていない」などの罵声が飛び交った。6月7日、共産党の和泉なおみは偽証に刑事罰を規定した百条委員会の設置を求めたが、東京都総務局長は「地方自治法の第百条に照らし合わせてみても、参院議員時代の問題は地方公共団体の事務に直接的にかかわることではないから、百条委員会にはなじみにくいものと認識しています」と答弁し、都知事就任前の舛添の政治資金問題に関する百条委員会の法的問題が浮上した。
6月7日に一連の問題について第三者と称して弁護士2人による調査が発表され、一部支出については不適切としたが、そうした不適切支出についても「違法とは言えない」と説明した。舛添は政治資金の返金等の対応姿勢を示しつつ知事職に居続けようとしたが、批判は続いた。
6月13日の都議会総務委員会での集中審議での説明はなく、6月14日に都議会で都知事不信任決議案が提出された。舛添は最後には「不信任案が可決されたら辞職か解散しかない。リオ五輪・パラリンピックを前に選挙を行うことは公益にそぐわない。進退については9月に開かれる次の都議会定例会まで少しの猶予をいただきたい。全ての給与をご辞退し、全身全霊、都民のために働きたい」と述べ、知事を続行する意思を見せた。しかし、舛添が詳細な説明を拒否し続けたことや舛添を擁護し続けると翌7月に実施される第24回参議院議員通常選挙に影響が出ることも懸念されたため、野党だけでなく知事与党の公明党・自民党も賛成に回ることになった。都知事不信任案可決が確実視された段階を受けて、都議会最終日の6月15日に知事辞職願を提出。知事辞職願は都議会で受理され、6月21日付で都知事を辞職した。

##### 事案
- 2016年5月11日発売の「週刊文春」5月19日号で、舛添の資金管理団体「グローバルネットワーク研究会」（解散）が、千葉県内のホテルに「会議費」名目で支出した約37万円が、「家族旅行だった疑いがある」と報道された[73][74]。これについて、家族宿泊はあったが、「事務所関係者等」が部屋に来て会議をしており「政治活動」であるという説明がなされたが、部屋を訪ねた人物や人数は「政治の機微に触れる。差し控えたい」と述べていた[87]。部屋を訪ねた人物について、都の集中審議で「作り話ではないのか」などと追及されたが名前は明かさず、6月6日公表の弁護士の調査報告書で「元新聞記者の出版会社社長」との面会だったことが判明した[88]。2016年5月に政治資金問題で告訴され、2017年3月3日に東京地検にホテルの会議費用について政治活動とはいえないと判断して、虚偽記入を認定されたが、少額な点などが考慮されて起訴猶予となった[89]。2017年6月21日に東京第四検察審査会は「不起訴処分の裁定を不相当と判断できる事情が発見できなかった」として不起訴相当を議決した[90]。
- 2016年4月27日発売の「週刊文春」5月5日・12日ゴールデンウィーク特大号で、舛添が2015年5月から2016年4月までほぼ毎週末の48回、神奈川県湯河原町の別荘への移動に公用車を利用していることが報道された。記者会見で「ルールに従ってやっている。全く問題はない」と説明し、都も「問題ない」という見解であったが、都議会から「公私混同ではないか」という批判はやまず、のちに「行き先や、仕事の中身が明確にできない場合は公用車を一切使わない」と表明した[91][92][93]。5月13日には別荘へ移動するのに公用車を利用したことについて、約371万円の損害賠償を請求する住民監査請求が提出されたが、7月8日に東京都監査委員は「世田谷区にある自宅と同じく活動の一つの拠点。私的な日常活動の拠点に不適当といえず、都庁から移動距離として長すぎるものとはいえない」として棄却した[94]。
- 2015年12月23日に都主催のNHK交響楽団演奏会に、NHKホールに夫婦で公用車を利用したことについては「都知事として家族同伴で来てくださいというご招待」があったと説明した[95]。8月18日と29日に、東京ドームを知事専用の公用車で訪れた際に家族同伴であったことについて、野球が2020年東京五輪の追加種目に加わる可能性があるとし「都としての文化政策、スポーツ政策に大きく寄与していると思っている」と説明していたが、東京都監査事務局から私的活動の疑いによる経費の返還の勧告を受け[96]、6万5029円を納付した[97]。
- 舛添が依頼した元検事の弁護士2人による調査結果では、ヤフオク!を利用し[98] 3年間106点の浮世絵等の美術品に約315万円の支出があったことは、違法ではないが「点数があまりに多く、趣味的色彩が強い」ため適切ではないとされ、「海外で買った民芸品やマンガ本などの一部」も適切ではないとされた[99]。公明党都議による「資産隠しではないか」などという質問に対し、「政治資金で購入した美術品を、自分で私物化するという気は全くございません」、「政治資金で購入した美術品を転売することは一切しておりません。これは明言したいと思います。私は何点か渡したが、基本的には外国の方にどうぞという形で渡したことは何度かあると思います」と回答している[100]。
- 産経新聞の報道によれば、日本共産党都議団は舛添の海外出張を調査し、1回あたり金額が過去に批判された石原慎太郎よりも高額であり、随員が多く（石原は7人であるが舛添は11人）、空港の「貴賓室」の借り上げは石原・猪瀬は行っていないなどと批判した[101]。

### 都知事辞職後
2017年5月、著書「都知事失格」を刊行。8月17日、TBSの有吉ジャポンで辞任後初のバラエティー出演を行い、知事辞任後の1年間はマスコミ取材の激しさから自宅で隠遁生活を行っていたことなどを明かした。メディア復帰後は国際政治学者としての活動を再開。

## 経歴
- 1948年11月29日 - 福岡県八幡市（現在の北九州市八幡東区）で生まれる。
- 1967年3月31日 - 福岡県立八幡高等学校卒業。
- 1971年
  - 6月30日 - 東京大学法学部第3類（政治コース）卒業。
  - 7月1日 - 東京大学法学部第3類助手に着任。
- 1973年9月 - パリ大学現代国際関係史研究所客員研究員に着任（1975年6月退任）。
- 1976年9月 - ジュネーブ国際研究大学院客員研究員に着任（1978年6月退任）。
- 1979年4月 - 東京大学教養学部政治学助教授に着任（1989年6月退任）。
- 1989年7月 - 舛添政治経済研究所所長に就任（2007年7月退任）。
- 1993年 - 岐阜森林愛護隊に参加。
- 1999年
  - 2月 - 国際大学グローバルコミュニケーションセンター主任研究員・教授に着任（2001年8月退任）。
  - 4月11日 - 1999年東京都知事選挙に無所属で立候補し、3位で落選。
- 2001年7月 - 第19回参議院議員通常選挙に自由民主党公認で比例区から立候補し、参議院議員に初当選。
- 2005年11月 - 参議院外交防衛委員長に就任（2006年9月退任）。
- 2006年10月 - 参議院自由民主党政策審議会長に就任（2007年8月退任）。
- 2007年
  - 7月 - 第21回参議院議員通常選挙に自由民主党公認で比例区から立候補し、参議院議員に再選。
  - 8月 - 第1次安倍改造内閣で厚生労働大臣に就任。
  - 9月 - 福田康夫内閣で厚生労働大臣に再任。
- 2008年
  - 9月 - 麻生内閣で厚生労働大臣に再任。
- 2009年
  - 9月 - 麻生内閣総辞職に伴い厚生労働大臣を退任。
- 2010年4月 - 自由民主党を離党し、新党改革代表に就任。
- 2013年
  - 6月7日 - 第23回参議院議員通常選挙への不出馬を表明。
  - 7月22日 - 新党改革代表を辞任。
  - 7月28日 - 任期満了に伴い参議院議員を退職。
- 2014年
  - 1月21日 - 新党改革を離党。
  - 2月11日 - 2014年東京都知事選挙に無所属で立候補し[104]、東京都知事に当選[38]。
- 2016年
  - 3月1日 - レジオンドヌール勲章コマンドゥールを受章[105]。
  - 6月21日 - 自身の公私混同問題（後述）の責任を取り、東京都知事を辞職。

## 選挙歴
| 当落 | 選挙                     | 執行日         | 年齢 | 選挙区 | 政党       | 得票数      | 得票率 | 定数 | 得票順位 /候補者数 | 政党内比例順位 /政党当選者数 |
| ---- | ------------------------ | -------------- | ---- | ------ | ---------- | ----------- | ------ | ---- | ------------------ | ---------------------------- |
| 落   | 東京都知事選挙           | 1999年4月19日  | 50   | ――     | 無所属     | 83万6104票  | 15.30% | 1    | 3/19               | /                            |
| 当   | 第19回参議院議員通常選挙 | 2001年07月29日 | 52   | 比例区 | 自由民主党 | 158万8262票 |        | 48   | /                  | 1/20                         |
| 当   | 第21回参議院議員通常選挙 | 2007年07月29日 | 58   | 比例区 | 自由民主党 | 47万571票   |        | 48   | /                  | 1/14                         |
| 当   | 東京都知事選挙           | 2014年2月9日   | 65   | ――     | 無所属     | 211万2979票 | 43.40% | 1    | 1/16               | /                            |

## 政治活動

### 自民党議員として
- 郵政造反組復党問題においては、無所属議員の復党を強く支持したが、落選していた衛藤晟一の復党・参院選出馬が持ち上がった際は参院選の責任者の立場から「百害あって一利なし」などと発言している。衛藤の復党に反対した理由として、舛添は「公明党との選挙協力に支障が出るため」と述べている。
- 自身は憲法改正に前向きな姿勢を示しているが、自民党改憲案の取り纏めでは民主党や国民に受け入れられにくいことを重視し、保守色を薄めるべく調整にあたった[106]。また、元首相中曽根康弘が中心となって作成した自民党憲法草案の原案から、「日本の国柄」を明記した箇所を当時の自民党総裁小泉純一郎の了承を得て削除させたと主張している[107]。

### 厚生労働大臣として

#### 年金問題
2007年8月下旬に社会保険庁や社会保険事務所職員による年金保険料の着服問題が発覚した際、「盗人には牢屋に入ってもらう」と述べ、刑事告発を約束した。また、社会保険庁職員よりも市区町村職員（以前は徴収業務が国から地方自治体に委任されていた）のほうが着服件数・着服総額が多かったこと（社保庁職員による保険料着服：52件、約1億6939万円、市区町村職員着服：101件、約2億4383万円）に鑑み、「銀行員が(保険料を)ポケットに入れるはずがない。銀行は信用できるが、社保庁は信用ならない。市町村は社会保険庁よりもっと信用ならない」と発言した。これに対し、年金保険料の横領が確認されていない自治体市長から抗議を受けたが、舛添は「小人（しょうじん）のざれ言に付き合っている暇はない」と発言した。この発言は各地の市長から反発を招き、舛添は2007年10月16日の参院予算委員会において、これらの発言について「非常に不適切な言葉であった」と述べ、撤回した。
2007年、ユーキャン新語・流行語大賞に「消えた年金」が選出される。授賞式では、年金問題の当事者であり行政の責任者である厚生労働大臣として授賞式に出席し、賞を受け取った。
2007年12月11日、上述の「消えた年金」に関係し、宙に浮いた年金記録約5000万件中、945万件の特定が困難との社会保険庁の調査結果を受け記者会見し、「他の方が大臣になっても結果は同じ。ないものはないんだから」、「（参院選で）年金は最大のテーマ。『できないかもしれないけどやってみます』なんて言いませんよ」と発言し、開き直りではないかと報道された。
社会保険庁の台帳保全、情報管理の不備が明らかになる中で、年金記録問題の解決に向けてスピードアップを図る必要性を感じた舛添は、2008年1月22日に大臣直属の「年金記録問題作業委員会」を発足。委員会のメンバーには函館大学客員教授の磯村元史、ジャーナリストの岩瀬達哉ら政府批判派を積極的に起用した。以後、舛添は同様の人材起用で諮問機関の開催を進めた。
なお、2008年11月5日、全国社会保険職員労働組合などのヤミ専従をしていた者と責任者の20名ほどを刑事告発する方針を明らかにした。大臣直属の「服務違反調査委員会」は告発については慎重な判断を求めていたが、給与をもらいながら組合活動をしていた行為は、公的年金制度の信頼を損ねるものだと述べ、厳しい対応を取った。

#### 医師不足問題への取り組み
舛添の自伝によれば、奈良県の「大淀病院事件」（2007年8月）などを背景に、中央社会保険医療協議会の調査を下に、医師不足の問題への取り組みを始める。ただし、当時の厚労省は、現場の医師の声とは180度異なり、1997年の閣議決定に基づき「医師は余っている」との認識を変えていなかった。そこで、舛添は2008年1月、医政局に指示し「安心と希望の医療確保ビジョン検討委員会」を設置。人選が医政局によって進められたこともあり委員会の議論は医師過剰論に流れがちであったが、舛添は現場からの情報を提示することで委員や職員を説得し、「従来の閣議決定に代えて、医師養成数を増加させる」などの文言を盛り込んだビジョンを策定した。
なおこの間には、2008年1月19日、医師不足問題についての国民対話集会で、「医者は十年後にしか育たない。仮に、いま足りない医師をばーんと増やしたら、十年たったら余って医者のホームレスが生まれることになる」と発言し、厚生労働大臣としての配慮に欠けると批判されることもあった。
2008年6月27日に上記のビジョンの主張を織り込んだ『骨太の方針』が閣議決定されると、政策の具体化を急ぐべく、半月後の7月、「『安心と希望の医療確保ビジョン』具体化に関する検討会」を設置。この検討会の委員は、自らが人選を行い、直接電話をかけて就任を要請。嘉山孝正や和田仁孝ら「日本の医療行政について積極的に発言し、厚労省に対しても歯に衣着せぬ苦言を呈することで知られた人物」を起用したとしている。
検討会は16時間にわたる議論を積み重ね、2008年9月22日、「中間とりまとめ」を発表。「勤務医の待遇等の状況を改善するとともに、さらに医療の質を高めるため、医師養成数については増加させるべきである……将来的には50%程度医師数を増加させることを目指すべきである」などと宣言し、従来の医師数抑制政策からの大きな転換を実現させることになった。

#### 薬害肝炎
福田内閣発足直後の2007年10月の国会で薬害C型肝炎に関するいわゆる「命のリスト」問題が発覚。舛添は、官僚からの事前のブリーフィングで「厚労省に提出されたリストからは、フィブリノゲン製剤を投与されていた患者の個人情報を特定することはできない」と聞いていたが、その3日後、個人の特定に結び付く資料が厚生労働省の地下倉庫に残っていたことが判明。舛添は、即座に調査プロジェクトチームを発足させ、年内の和解を目指し、被害者全員を救済する方針を表明した。
厚労省の官僚はこの方針に対立姿勢をみせたが、最終的には、議員立法で一律救済する政治決断を行い、薬害肝炎問題は基本的な解決を見ることになった。

#### 労働問題
厚生労働大臣就任後、労働法制に詳しい識者にホワイトカラーエグゼンプション法を、「家庭だんらん法」に言い換えるよう指示。さらに法案成立に全力を尽くすとした。
2008年4月23日、日本電産社長の永守重信が「社員全員が休日返上で働く企業だから成長できるし給料も上がる。たっぷり休んで、結果的に会社が傾いて人員整理するのでは意味がない」「休みたいならやめればいい」と述べたと朝日新聞が報じた。4月26日に開催された連合のメーデー中央大会に出席していた舛添は来賓挨拶で、「労働関係法令はきちんと遵守してもらわないといけない。きちんと調査し、指導すべきは指導し、法律にもとるものがあれば厳正に処分する」と述べた。
2008年12月19日、日本年金機構の採用問題に関して日本弁護士連合会から「日本の労働法制に背馳するものである」として違憲であり違法であると指摘された。
2009年8月18日、横浜市内の演説で年末年始にかけて東京・日比谷公園に設けられた「年越し派遣村」に言及し、「（当時）4000人分の求人票を持っていったが誰も応募しない。自民党が他の無責任な野党と違うのは、大事な税金を、働く能力があるのに怠けている連中に払う気はないところだ」と述べた。これに対し、派遣村実行委員だった関根秀一郎・派遣ユニオン書記長は「求人として紹介されたのは確かだが、誰も応募しなかったというのは全くのでたらめ。たくさんの人が応募したが、断られたのがほとんどだ。舛添氏の発言は現場の実態が全く分かっておらず、あきれてものが言えない」と批判した。

#### 医薬品ネット販売規制
厚生労働大臣時代にネット販売規制を盛り込んだ改正省令を施行し、事実上インターネットで大部分の医薬品購入を禁止した。これについて、楽天やYahoo!などのインターネット販売業者の団体は、通信販売の継続を求める要望書を提出している。

### 政策・主張

#### 外国人参政権・帰化要件
2002年12月4日、参議院憲法調査会で外国人参政権や外国人帰化要件緩和についての見解を表した。
外国人参政権について「同じ地域に住む人間として認めるということは一つの考え方であっていいと思います」「その地域における、これも住民参加、いろんなところで外国人に認めていますけれども、そういう試みはやってみて構わないだろうと思います」と述べた。
日本国が定める帰化要件について「私は諸外国と比べて決して日本の帰化要件が、何というか、簡単というか易しくないというふうに思っています」との見解を示した上で、「ある程度帰化要件というのは緩めていいんではないか」と述べた。

#### エネルギー政策
新党改革の代表として臨んだ2012年の第46回衆議院議員総選挙では、「脱原発をやらなければならない」と脱原発を支持する姿勢を示した。ただし、「今の議論は、供給側の原発に代わるエネルギーの話ばかりで、消費生活の改革の話をしていない」と苦言を呈し、「家庭の電球4つのうち1つを取れば原発はいらない」と述べて、暮らしのあり方の抜本的な変革を求めた。

#### TPP交渉参加
環太平洋パートナーシップ協定（TPP）交渉については、「交渉参加を積極的に検討しなければならない」と発言した。

#### ヘイトスピーチへの対応
韓国大統領の朴槿恵と会談した際、都内で発生している在日韓国・朝鮮人へのヘイトスピーチについて「都として絶対に許さない」と発言した。帰国後に出席した自由民主党政務調査会の会合では「国会できちんと法律を作ることが問題の対応となる」と指摘した。韓国国内での反日運動規制については「韓国は韓国のやることですから、われわれがどうこう言う話ではありません」とコメントしたが、外国の反日運動自体については「極めて不快で、快く思いません」と非難している。自身の訪韓が韓国外交に利用されたとの批判をめぐっては、東京スポーツの取材に対し、「ネットや都庁に批判が来ているが、メールを調べると1人のネット右翼が1000人分やって大きくなっているだけ。ネット上もひどいよ。私が在日だとか、かみさんが中国人だと書かれた。朴大統領には『一部のネット右翼がいるせいで東京五輪をつぶすことは絶対に許せない』と伝えた」と述べている。

#### ワールドカップにおける日本人サポーターのごみ拾いについての対応
2022年に開催されたカタール大会において、日本人サポーターが会場のごみ拾いを行ったことについて、「日本のサポーターがスタジアムの清掃をして帰るのを世界が評価しているという報道もあるが、一面的だ」「身分制社会などでは、分業が徹底しており、観客が掃除まですると、清掃を業にしている人が失業してしまう。文化や社会構成の違いから来る価値観の相違にも注意したい。日本文明だけが世界ではない」と指摘した。しかし日本サポーターの行動は世界中では称賛され、現地スタッフからも日本人サポーターへ感謝の言葉があり、また日本のサポーターに触発され他国のサポーターもごみ拾いを行うなど、ネット、現地、世界からは氏の意見に対し否定的な反応が見られることになった。

## 人物・エピソード
- 実母が死去するまでの数年間は、介護のため週末は郷里の北九州市で過ごすことが多く、仕事の重点も関西にシフトさせていた。晩年認知症（痴呆症）であったこの母の介護体験記『痴呆症の母を守って家庭崩壊』を『婦人公論』に連載[注 6]。介護経験は政界入りのきっかけの一つとなった[136]。
- 語学に堪能で、6か国語に精通している[137][138]。東大在学中は英語以外に、第二外国語としてフランス語、選択科目の第三外国語としてドイツ語を学び、ネイティブの先生からマンツーマンでロシア語とスペイン語を学んでいる[138][要ページ番号]。フランス人女性と結婚後に、義理の父親が南フランス出身でイタリア人の親戚が多かった縁で、イタリア語を学んでいる[139]。
- 柔道は講道館二段である[5]。
- 矢沢永吉のファン[140]。
- 2016年に週刊ポストで行われた嫌われるジジイでは1位になった[141]。
- 騒動後、初登場した番組では月収11万円での生活が放送された（ただし年金収入については番組で触れられていない）[142][143]。
- 女性が大好きであると公言している。「女の人を大切にしたい」とも述べている[要出典]。

### 馬主として
かつて地方競馬の馬主として登録していた時期があり、1997年の東京ダービーをサプライズパワーの、1998年の東京ダービーをアトミックサンダーの馬主として制している。しかし厳密にはどちらも大迫忍との共同所有だったが、筆頭馬主を知名度のある舛添とした方がファンも盛り上がるだろうという、大迫の計らいだったらしい。しかし、舛添は東京都知事選挙出馬のために馬主資格を停止し、名義は大迫へ変更された。

## 書籍

### 単著
- 『日本人とフランス人 : 「心は左、財布は右」の論理』〈カッパ・ブックス〉、光文社、1982年3月10日。
- 『赤いバラは咲いたか 現代フランスの夢と現実』〈1983年10月10日、弘文堂〉ISBN 9784335460104
- 『1990年自民党が野党になる日 : 中道革新政権の科学的根拠』〈カッパ・ホームス〉、光文社、1984年10月5日。
- 『現代国際政治入門 世界力学地図の読み方』〈1986年1月6日、PHP研究所〉ISBN 9784569216928
- 『90年代の世界力学地図 「米ソの時代」から「日本の世紀」へ』〈1988年7月4日、PHP研究所〉ISBN 9784569222806
- 『日本人のための幸福論』〈1988年9月26日、講談社 講談社ビジネス〉ISBN 9784061928299
- 『賤業としての政治家』〈1989年7月20日、飛鳥新社〉ISBN 9784870310667
- 『舛添要一のこれが世界の読み方だ 新しいナショナリズムの世紀が始まる』〈1991年7月5日、PHP研究所〉ISBN 9784569532219
- 『舛添要一の「日本を問う」』〈1991年10月10日、実業之日本社〉ISBN 9784408340234
- 『危ない日本を救う20の知的武装 この核心を知らずにことの真相は見えてこない』〈1993年10月15日、青春出版社〉ISBN 9784413070232
- 『政界大再編 鬼才・舛添要一が説く"政治-日本の道"』〈1994年8月10日、サンドケー出版局〉ISBN 9784914938260
- 『舛添要一の競馬改国論』〈1995年3月1日、サンドケー出版局〉ISBN 9784914938611
- 『国連とはなんだ！ あなたは国連のことをどれだけ知っていますか？』〈1995年4月17日、サンドケー出版局〉ISBN 9784914938659
- 『いま甦れ日本経済 税制・株・情報通信・エネルギー』〈1995年7月10日、財経詳報社〉ISBN 9784881778821
- 『戦後日本の幻影「オウム真理教」 彼らはどこから来て、どこへ行くのか!?』〈1995年8月19日、現代書林〉ISBN 9784876208371
- 『舛添要一の6カ国語勉強法 体験に裏づけられた上達への近道』〈1997年2月18日、講談社〉ISBN 4-06-154232-X
- 『学校で教えない時事・タブー この一冊で、現代が見える、明日が読める いますぐ役立つ舛添セミナー』〈1997年8月5日、ベストセラーズ〉ISBN 9784584183014
- 『日本再生への道 直言・行財政改革 舛添要一対論集』〈1997年11月25日、税務経理協会〉ISBN 9784419029081
- 『親と離れて暮らす長男長女のための本 誰も教えてくれない親孝行・介護の知恵と儀礼の常識』〈1997年12月24日、中経出版〉ISBN 9784806110972
  - 『親と離れて暮らす長男長女のための本 誰も教えてくれない親孝行・介護の知恵と儀礼の常識』〈2001年2月25日、角川書店 角川文庫〉ISBN 9784043573011
- 『母に襁褓をあてるとき 介護 闘いの日々』〈1998年1月25日、中央公論社〉ISBN 4-06-154232-X
  - 『母に襁褓をあてるとき 介護・闘いの日々』〈2000年3月22日、中央公論社 中公文庫〉ISBN 9784122036208
- 『母を思い国を想う』〈1998年6月13日、読売新聞社〉ISBN 9784643980578
- 『20世紀エネルギー革命の時代』〈1998年7月25日、中央公論社〉ISBN 9784120028182
- 『変える! 東京大改造計画と問題解決の具体策』〈1999年3月16日、中経出版〉ISBN 9784806112235
- 『介護で後悔しないための、お金と心得がわかる本』〈1999年3月26日、PHP研究所〉ISBN 9784569607733
- 『少子高齢化ニッポン 大胆予測！これからどうなる 大胆予測！』〈1999年9月24日、PHP研究所〉ISBN 9784569607900
- 『完全図解 日本のエネルギー危機 データで読む「国民の常識」』〈1999年12月30日、東洋経済新報社〉ISBN 9784492761168
- 『学び心 時代を勝ち抜く言葉を持とう』〈2000年1月24日、ブレインキャスト〉ISBN 9784939123023
- 『実践！介護サービス 快適な高齢社会を創る』〈2000年5月29日、PHP研究所〉ISBN 9784569611167
- 『舛添要一の40代は老後の分かれ道 いまから年金・介護・お金・健康を考える』〈2000年6月30日、フットワーク出版〉ISBN 9784876893584
- 『21世紀の国連と日本 世界を読む！ 21世紀の国連と日本』〈2000年9月13日、学習研究社 学研M文庫〉ISBN 9784059020035
- 『映画で学ぶアメリカ大統領 舛添要一のおもしろ国際政治学講座』〈2000年10月18日、スクリーンプレイ出版〉ISBN 9784894072480
- 『舛添要一の税金のことが面白いほどわかる本 ここがヘンだよ日本の税金』〈2000年12月14日、中経出版〉ISBN 9784806114192
- 『新聞・テレビの政治ニュースがわかる本』〈2001年6月5日、池田書店〉ISBN 9784262146973
- 『定年後実は第二の人生が楽しい事典』〈2001年6月15日、講談社 講談社SOPHIA BOOKS〉ISBN 9784062691468
- 『舛添のどうなる日本？どうする日本！ 国民で考えるエネルギー問題』〈2001年6月21日、東京書籍〉ISBN 9784487796830
- 『痴呆の母を看取って』〈2001年6月30日、佼成出版社〉ISBN 9784333019311
- 『ビジネスマンのための実践男の介護』〈2001年3月10日、ブレインキャスト〉ISBN 9784939123047
- 『親が子に望んでいること子が親にできること 親がしてもらいたい孝行と遠距離介護の方法』〈2001年4月25日、角川書店 角川文庫〉ISBN 9784043573028
- 『構造改革で得する人、損する人』〈2002年1月10日、幻冬舎 幻冬舎実用書〉ISBN 9784344900257
- 『チェンジ! 日本が変わるべき50のこと』〈2002年1月31日、ダイヤモンド社〉ISBN 9784478180327
- 『物語 現代史への旅 物語』〈2002年4月10日、東京書籍〉ISBN 9784487796618
- Keeping the Lights On in Japan (2002), Japan Echo Inc.
- 『「新しい戦争」と日本の貢献』〈2002年1月1日、小学館 小学館文庫〉ISBN 9784094025767
- 『日本脳内開国――直面している問題がおもしろいほどわかる』（リヨン社、2002年）
- 『内閣総理大臣――その力量と資質の見極め方』（角川oneテーマ21、2002年）
- 『今どこにある危機』（スクリーンプレイ、2004年）
- 『マスゾエ式定年後極楽生活入門――50代からの「生活設計を楽しむ法」』（小学館、2005年）
- 『永田町vs.霞が関 最高権力を奪取する者は誰か』（講談社、2007年）
- 『私の原点、そして誓い―遠距離介護五年間の真実』(佼成出版、2008年1月)
- 舛添要一『舛添メモ 厚労官僚との闘い752日』小学館、2009年12月4日。ISBN 978-4-09-379811-2。
- 『舛添メモ――厚労官僚との闘い752日』（小学館、2009年）
- 『厚生労働省戦記 日本政治改革原論』（中央公論新社、2010年）
- 『日本新生計画 世界が憧れる2015年のジパング』（講談社、2010年）
- 『舛添要一・39の毒舌』おちまさとプロデュース（扶桑社、2010年）
- 『よくわかる政治』（講談社、2010年）
- 『孫文 その指導者の資質』（角川oneテーマ21、2011年）
- 『日本政府のメルトダウン 2013年に国民を襲う悲劇』（講談社、2011年）
- 舛添要一『憲法改正のオモテとウラ』講談社〈講談社現代新書〉、2014年2月19日。ISBN 978-4-06-288251-4。
- 『憲法改正のオモテとウラ』（講談社現代新書、2014年）
- 『東京を変える、日本が変わる』（実業之日本社、2014年）
- 『都知事失格』（小学館、2017年6月）
- 『ヒトラーの正体』（小学館新書、2019年8月）
- 『ムッソリーニの正体 ヒトラーが師と仰いだ男』（小学館新書、2021年）
- 『スターリンの正体 ヒトラーより残虐な男』（小学館新書、2022年11月）

### 共著
- 『1995年・日本と世界はこう変わる』（共著者:プロジェクト3D）（1986年8月13日、PHP研究所）ISBN 9784569218137
- 『日本と世界これからどうなる 90年代への8つの視点』（共著者:プロジェクト3D）（1988年3月11日、PHP研究所）ISBN 9784569222004
- 『世界のことは、マスゾエに聞け 舛添要一先生(特)講義』（幸田シャーミン共著、協和発酵広報部編、協和発酵工業、1991年）
- 『十年後の衝撃 2001年・日本と世界に何が始まる』（共著者:プロジェクト3D）（1992年4月2日、PHP研究所）ISBN 9784569535883
- 『闘論 政治はこう動く』（共著者:栗本慎一郎）（1994年6月5日、講談社）ISBN 9784062068857
- 『日本とは何か 日本人とは何か 正統知識人の驚くべき先見力 みんなに聞いて欲しい心の物語1』（共著者:西部邁 堺屋太一 深田祐介 大宅映子）（1995年7月15日、廣済堂出版）ISBN 9784331504901
- 『1分間で読むIT用語事典 パソコンの知識からネットビジネスまで』（共著者:久原秀夫）（2001年5月10日、三笠書房 知的生きかた文庫）ISBN 9784837971733
- 『日本経済復活へのファイナルアンサー』（共著者:森永卓郎）（2002年5月2日、広済堂出版）ISBN 9784331508855

### 訳書
- 『危険な依存 アメリカを脅かす日本！』（著者:エズラ・ヴォーゲル クライド・プレストウィッツ 他、監訳:舛添要一）（1990年10月10日、騎虎書房）ISBN 9784886932211
- ジュディス・ミラー、ローリー・ミロイエ『サダム・フセイン』（飛鳥新社、1990年）
- 『フセインとゴルビー 王の明暗』（著者:ゲイル・シーヒー、訳:舛添要一）（1991年12月18日、飛鳥新社）ISBN 9784870311046
- 『ロス・ペロー 合衆国大統領に挑んだ男』（著者:ケン・グロス、訳:舛添要一）（1992年7月21日、飛鳥新社）ISBN 9784870311244
- 『和解 中東和平の舞台裏』（著者:シモン・ペレス、訳:舛添要一）（1993年12月25日、飛鳥新社）ISBN 9784870311596
- 『民主主義の終わり』（著者:ジャンマリ・ゲーノ、訳:舛添要一）（1994年12月13日、講談社）ISBN 9784062069373

### 論文
- 「変革への模索――1974年フランス大統領選挙」『比較文化研究』15号（1976年）
- 「安全と強制――フランスの安全とブリアン（1921年1月-1922年1月）」『社會科學紀要』26号（1977年）
- 「現代フランス社会論序説――暴力をめぐって」『社會科學紀要』28号（1978年）
- 「フランス第五共和政における政権交代」『国際問題』235号（1979年）
- 「80年代の世界と安全保障問題—安全保障論義によせて」『経済評論』1981-12（日本経済評論社、1981年）
- 「フランス第五共和制の政治過程」日本政治学会編『年報政治学』（岩波書店、1983年）
- 「安全・防災・平和」『地域開発』226号（日本地域開発センター、1983年）
- 「国力の測定—独仏対抗試合審判始末記」『通産ジャーナル』1983-9（1983年）
- 「保護主義強める欧州—その背後にあるもの」『現代季刊経済』（現代経済研究会、1983年）
- 「東西交渉と欧州の立場」『国際問題』313号（1986年）
- 「フランスの政治潮流」『租税研究』469号（日本租税研究協会、1988年）
- 「戦争なしに国際システムを変えられるか」『通産ジャーナル』1988-5（1988年）
- 「フランスの外交政策」『講座国際政治3 外交政策』（東京大学出版会、1989年）

### 関連書籍
- 『舛添要一の先見対談 時代を創る11人のキーパーソン』（編者:テレビ東京）（1992年9月28日、フットワーク出版）ISBN 9784876891092

## 作詞提供
- TOUGH BANANA（織田哲郎、江川ほーじんら）『TOUGH BANANA』（一部を除く）
- 栗林誠一郎「Girls and Boys」 - アルバム「Good-bye to you」収録曲。栗林作詞の「Girl 今でも」を舛添自らが英語詞でリメイクした作品である。

## 映画
- 『集団左遷』（1994年10月29日公開、東映）監督:梶間俊一 - 宣伝プロデューサー（スタッフとして参画）[144]
- 『博多ムービー ちんちろまい』（2000年10月21日公開、SPE）監督:大森一樹 祭主恭嗣 中嶋竹彦 渡辺謙作 - 鞄を渡す男 役[145]
- 『麻雀放浪記2020』（2019年4月5日公開、東映）監督:白石和彌 - 麻雀五輪の解説者 役[146]

## テレビ出演
報道・情報・討論番組
| 期間           | 期間           | 番組名                                                       | 役職                              | 備考                                                           |
| -------------- | -------------- | ------------------------------------------------------------ | --------------------------------- | -------------------------------------------------------------- |
| 1987年4月      | 現在           | 朝まで生テレビ!（EX）                                        | パネリスト出演                    |                                                                |
| 1989年4月      | 1990年3月      | FNN DATE LINE（CX）                                          | 産経新聞早番コラムコーナー担当    |                                                                |
| 1989年7月      | 現在           | ビートたけしのTVタックル（EX）                               | ゲストコメンテーター              |                                                                |
| 1990年4月4日   | 1994年3月30日  | EXテレビ（NTV・ytv）                                         | 水曜日NTV製作分でのレギュラー出演 |                                                                |
| 1991年4月      | 1993年3月      | FNN World Uplink（CX）                                       | コメンテーター                    |                                                                |
| 1992年10月2日  | 1993年3月12日  | 何だ?こりゃ（CX）                                            | レギュラー出演                    |                                                                |
| 1998年10月     | 2002年3月      | ここがヘンだよ日本人（TBS）                                  | 準レギュラー出演                  |                                                                |
| 2003年7月      | 現在           | たかじんのそこまで言って委員会→そこまで言って委員会NP（ytv） | 準レギュラー側でのパネリスト出演  |                                                                |
| 2005年7月      | 現在           | 土曜NEWSファイル CUBE（TNC）                                 | コメンテーター                    | 厚生労働大臣就任後は電話出演                                   |
| 2007年10月22日 | 2007年10月22日 | 日経スペシャル カンブリア宮殿（TX）                          | ゲスト出演                        | 『改めて考える年金問題』をテーマに厚生労働大臣の肩書きにて出演 |
| 2017年8月17日  | 2017年8月17日  | 有吉ジャポンSP（TBS）                                        | スタジオゲスト出演                |                                                                |

バラエティ・クイズ関連・単発特別番組・その他
- 『オールスター激突クイズ 当たってくだけろ!』（TBS）
- 『たけし・逸見の平成教育委員会』セミレギュラー（CX、生徒役、「第一期」卒業生）
- 『有名人の皆様ゴメンなさい…ビートたけしの超国民的バラエティ噂のあの人この事件 そこまでバラすか! ウワサの真相 年内決着スペシャル』（EX）
- 『政治学原論』（朝日ニュースター、厚生労働大臣就任後は出演休止）
- 『必殺スペシャル・新春 大暴れ仕事人! 横浜異人屋敷の決闘』（1990年、EX） - 勝麟太郎 役（賛助出演）
- 『外国人が見たNIPPON』
- 『クイズずばり知りたい』（TX、解答者）

## ラジオ出演
- ズバリ直言!舛添要一（TBSラジオ）

## ビデオゲーム
- 舛添要一 朝までファミコン（1992年4月17日、ココナッツジャパンエンターテイメント CDS14）- ファミリーコンピュータ